# Pachyptila belcheri

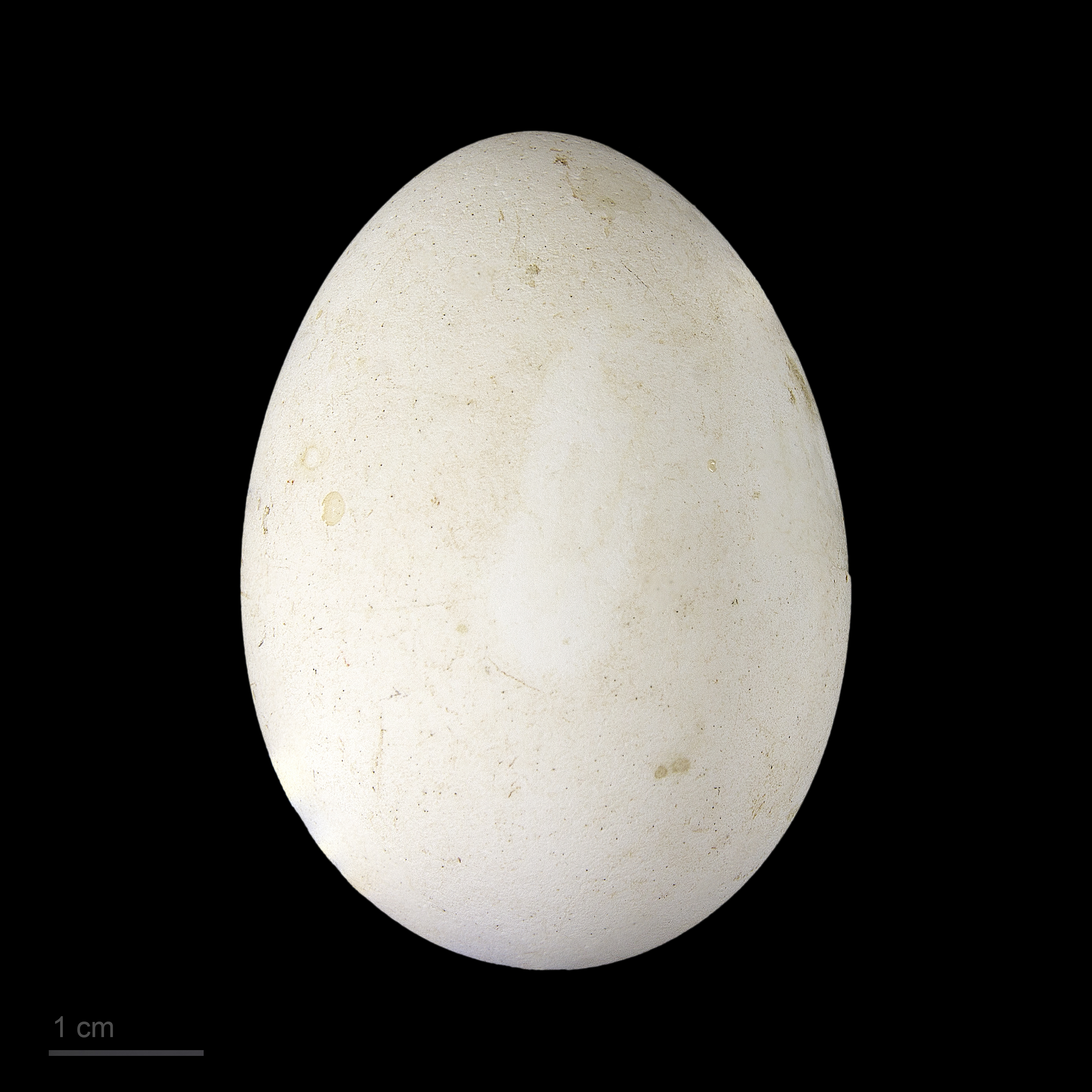
Pachyptila belcheri

Il prione beccosottile (Pachyptila belcheri (Mathews, 1912)) è un uccello della famiglia Procellariidae.